# Спит, Джордан
Джордан Александр Спит (англ. Jordan Spieth) — американский гольфист, бывший первый номер мирового рейтинга, победитель трех мейджоров и FedEx Cup 2015 года. В апреле 2016 года журнал Тайм включил Спита в перечень «100 самых влиятельных людей», отметив, что он «является примером всего прекрасного в спорте»".
Первая большая победа пришла к Спита на Мастерз 2015 года, где он прошел трассу за 270 ударов (-18) и получил 1,8 млн долларов призовых. Его результат после 72 лунок повторил рекорд Тайгера Вудса, установленный в турнире 1997 года. Он стал вторым самым молодым победителем Мастерз после Вудса. Через два месяца Спит выиграл Чемпионат США с результатом 5 ниже пара. Он стал самым молодым чемпионом США после любителя Бобби Джонса, который выиграл 1923 года. Того же года он выиграл Чемпионат тура, что закрепило его победу в FedEx Cup 2015. Через два года Спит одержал свою третью победу в мейджори выиграв Чемпионат Британии 2017, опередив ближайшего преследователя на три удары со счетом 12 ниже пара. После этой победы он стал вторым самым молодым после Джека Никласа гольфистом, которому удалось выиграть три разные мейджоры.